# Graphoderus fascicollis
Graphoderus fascicollis is een keversoort uit de familie waterroofkevers (Dytiscidae). De wetenschappelijke naam van de soort is voor het eerst geldig gepubliceerd in 1828 door Harris.